# Albina Wiktorowna Chomitsch

Albina Wiktorowna Chomitsch, 2014

Albina Wiktorowna Chomitsch (russisch Альбина Викторовна Хомич; * 24. August 1976 in Kuitun) ist eine ehemalige russische Gewichtheberin.

## Karriere
Albina Chomitsch erreichte bei den Europameisterschaften 1994 in der Klasse bis 76 kg den vierten Platz und gewann im selben Jahr bei den Weltmeisterschaften Bronze. 1995 wurde sie Europameisterin. Danach wechselte sie in die Klasse bis 83 kg und wurde 1996 erneut Europameisterin. 1997 war sie bei den Europameisterschaften Zweite und bei den Weltmeisterschaften Vierte. Bei den Europameisterschaften 1999 gewann sie die Silbermedaille. 2000 wurde sie bei den Europameisterschaften Dritte in der Klasse über 75 kg.
2001 konnte Chomitsch sowohl bei den Europameisterschaften als auch bei den Weltmeisterschaften den Titel gewinnen. Im Folgejahr wurde sie bei den Europameisterschaften Dritte und bei den Weltmeisterschaften Zweite. 2003 wurde sie wieder Europameisterin und Zweite bei den Weltmeisterschaften. 2004 gehörte sie zum Kader für die Olympischen Spiele in Athen. Kurz vor dem Wettkampf wurde sie allerdings bei einer Dopingkontrolle positiv getestet und für zwei Jahre gesperrt.